# Bradford Burgess
Bradford Burgess (Midlothian, 29 aprile 1990) è un ex cestista e allenatore di pallacanestro statunitense.

## Carriera
Ha disputato quattro stagioni, dal 2008 al 2012 nella squadra della Virginia Commonwealth University. Successivamente è stato messo sotto contratto dalla squadra belga del Basket Groot Leuven dove è rimasto due stagioni con una media di 10,3 punti per gara nella stagione 2012-2013 e di 11,8 punti per gara nella stagione 2013-2014. Nel 2014-2015 passa nella Serie A italiana con l'Orlandina Basket, squadra che lo sospenderà e successivamente taglierà a metà stagione.

## Statistiche

### Presenze e punti nei club
Dati aggiornati al 30 giugno 2015
| Stagione        | Squadra                    | Competizione | Partite | Partite | Partite | Statistiche tiro | Statistiche tiro | Statistiche tiro | Altre statistiche | Altre statistiche | Altre statistiche | Altre statistiche | Altre statistiche |
| Stagione        | Squadra                    | Competizione | Pres.   | Titol.  | Minuti  | Tiri da 2        | Tiri da 3        | Liberi           | Rimb.             | Assist            | Rubate            | Stopp.            | Punti             |
| --------------- | -------------------------- | ------------ | ------- | ------- | ------- | ---------------- | ---------------- | ---------------- | ----------------- | ----------------- | ----------------- | ----------------- | ----------------- |
| 2008-2009       | Virginia CU Rams           | NCAA-I       | 34      |         |         | 51/97            | 37/86            | 40/60            | 120               | 45                | 29                | 9                 | 253               |
| 2009-2010       | Virginia CU Rams           | NCAA-I       | 36      |         | 1.031   | 91/165           | 41/110           | 71/90            | 183               | 43                | 35                | 13                | 376               |
| 2010-2011       | Virginia CU Rams           | NCAA-I       | 40      |         | 1.380   | 121/230          | 72/166           | 113/150          | 251               | 66                | 43                | 30                | 571               |
| 2011-2012       | Virginia CU Rams           | NCAA-I       | 36      |         | 1.164   | 61/168           | 81/221           | 119/150          | 180               | 56                | 39                | 11                | 484               |
| 2012-2013       | Stella Artois Leuven Bears | BSL          | 30      | 24      | 895     | 71/149           | 31/92            | 73/92            | 111               | 38                | 44                | 6                 | 308               |
| 2013-2014       | Stella Artois Leuven Bears | BSL          | 36      | 34      | 1.215   | 112/216          | 41/136           | 78/106           | 205               | 50                | 75                | 9                 | 425               |
| '14-mar. '15    | Upea Capo d'Orlando        | Serie A      | 15      | 14      | 394     | 22/48            | 17/47            | 35/46            | 54                | 20                | 17                | 3                 | 130               |
| Totale carriera |                            |              |         |         |         |                  |                  |                  |                   |                   |                   |                   |                   |

## Palmarès
- Campionato olandese: 1

Donar Groningen: 2017-18
- Coppa d'Ungheria: 1

Albacomp: 2017
- Coppa d'Olanda: 1

Donar Groningen: 2018